# Mariensäule (Český Krumlov)

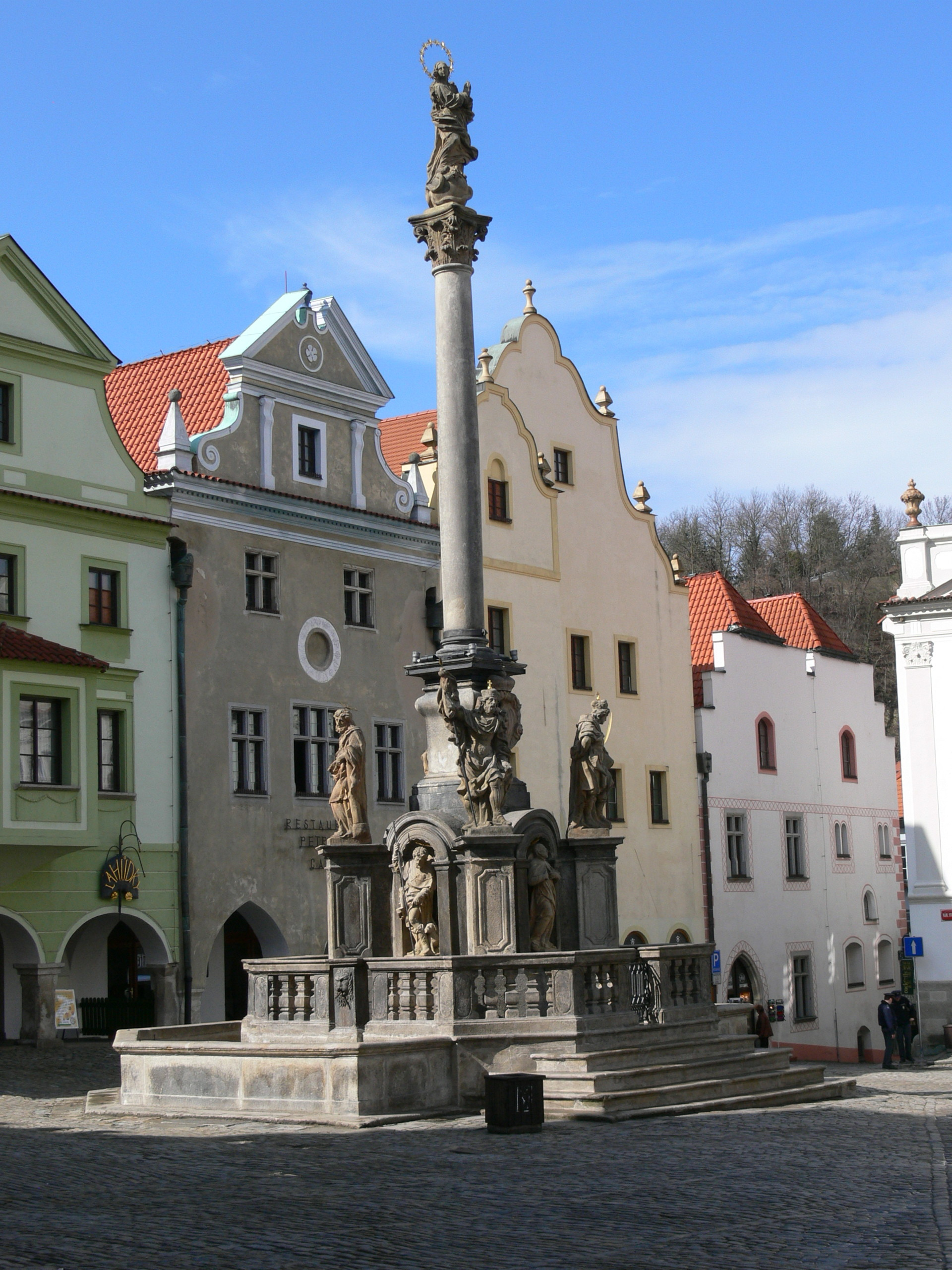
Mariensäule in Český Krumlov

Die Mariensäule in Český Krumlov (deutsch Krummau), einer Stadt in der Region Jihočeský kraj (Südböhmen) in Tschechien, wurde 1716 errichtet. Die Mariensäule auf dem Marktplatz ist seit 1958 ein geschütztes Kulturdenkmal.
Die Pestsäule ist der Muttergottes gewidmet, die als Mondsichelmadonna mit Kind auf einer hohen korinthischen Säule aufgestellt ist. Am Sockel sind wichtige Heilige des Böhmischen Königreichs dargestellt. Der umgebende Brunnen wurde erstmals in der von Johann I. von Rosenberg erlassenen Brandschutz- und Polizeiordnung vom April 1388 erwähnt.

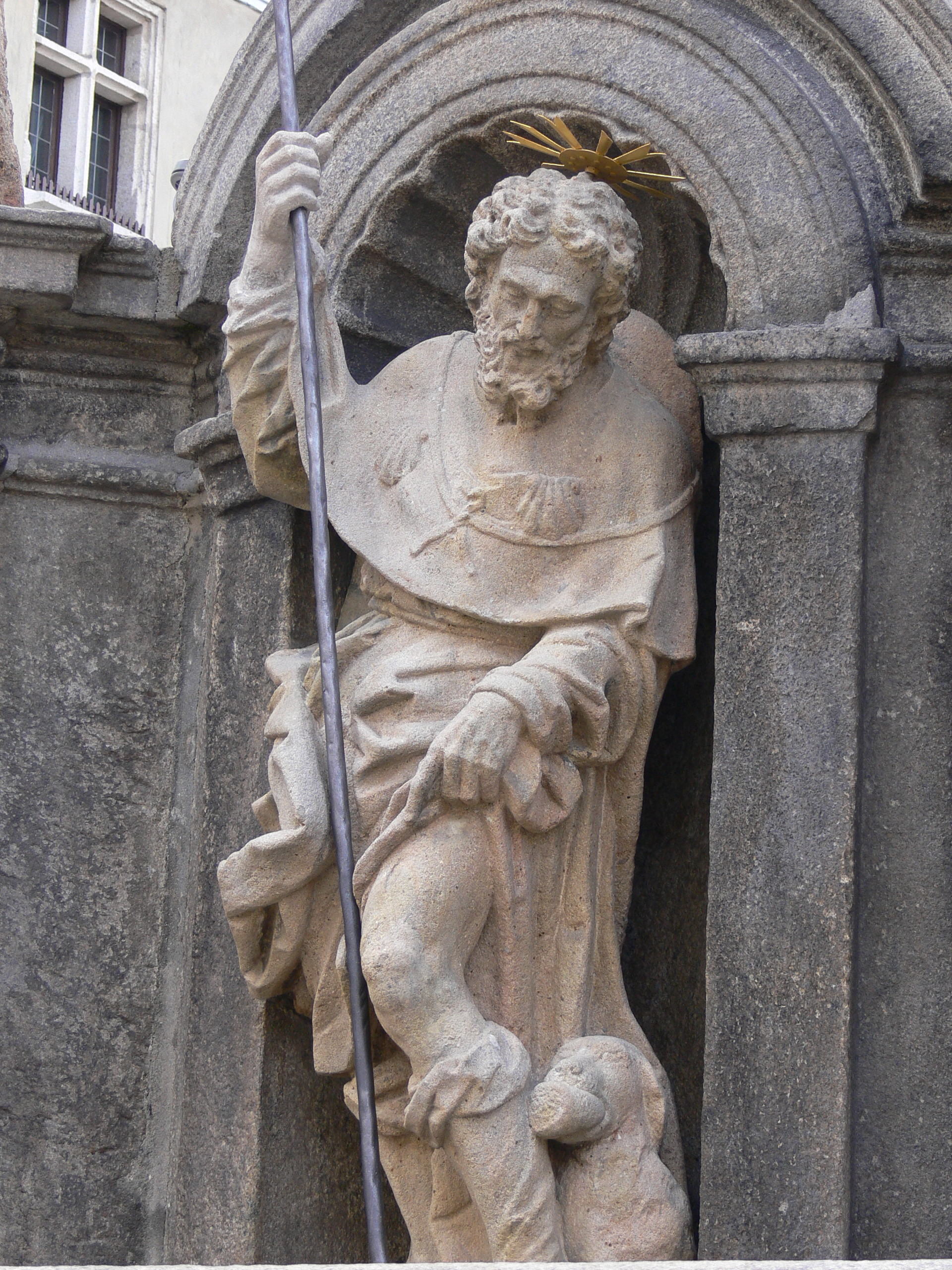
Heiliger Rochus
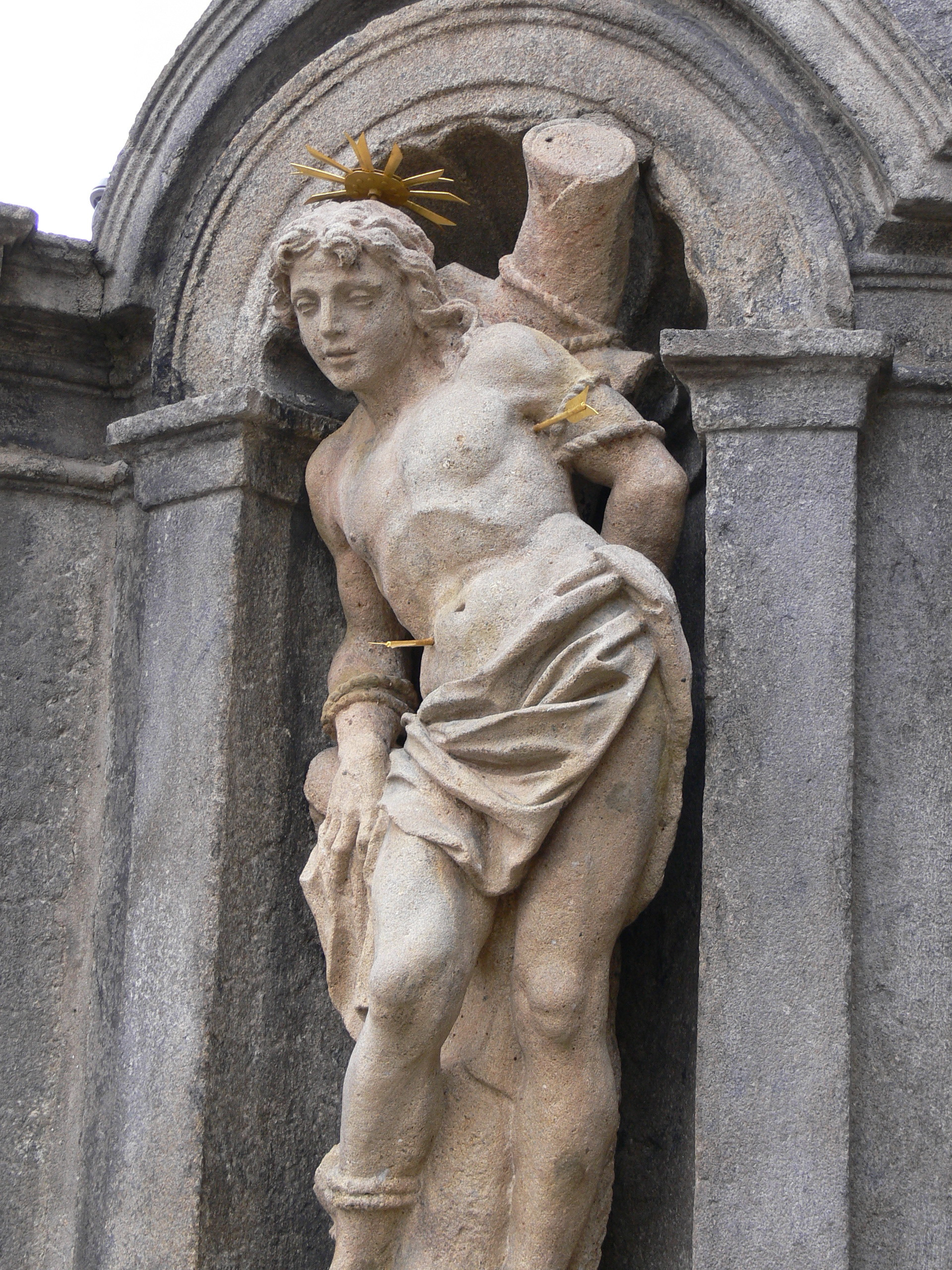
Heiliger Sebastian
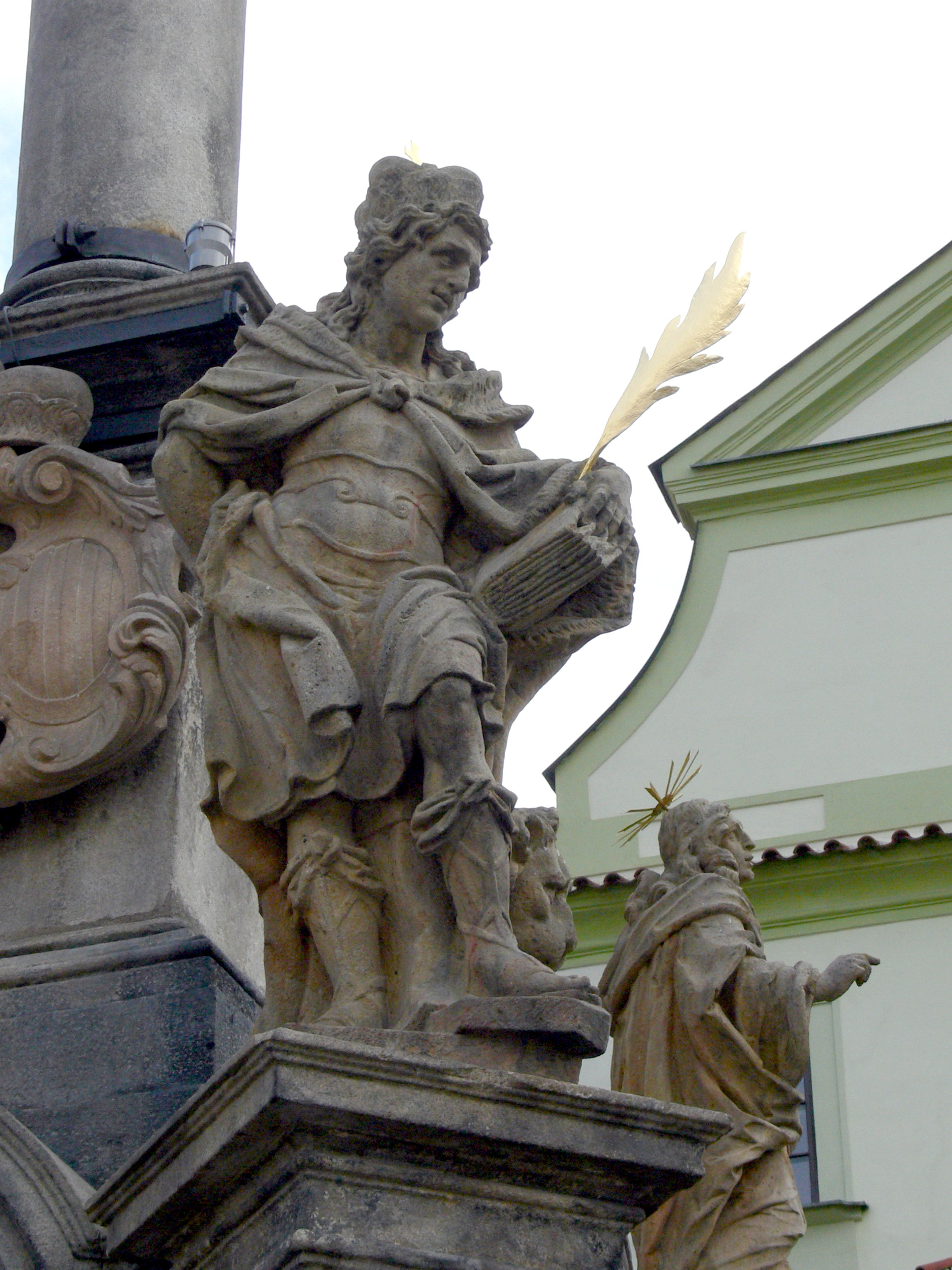
Heiliger Vitus
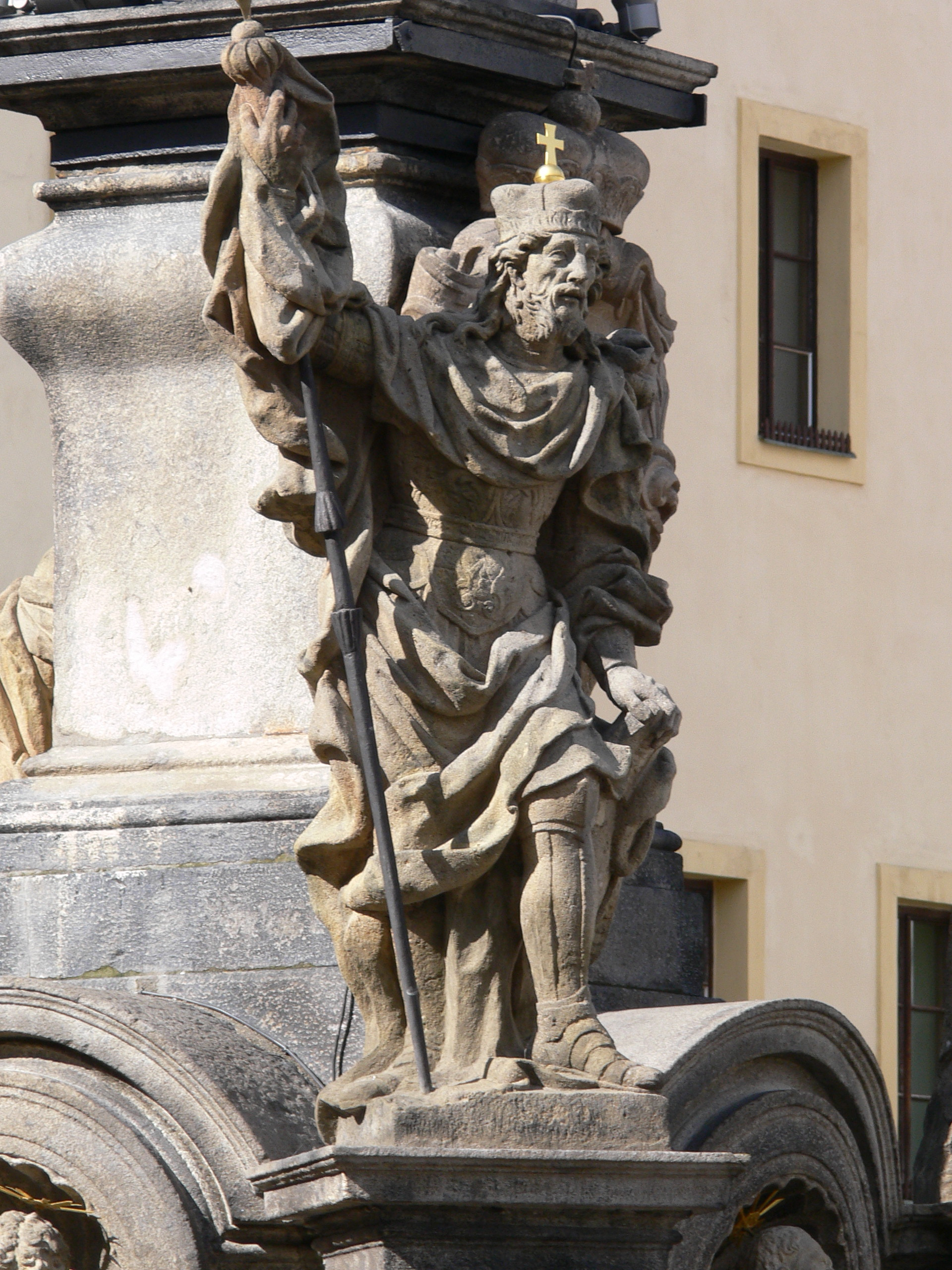
Heiliger Wenzel